# Cheney (Washington)
Pour les articles homonymes, voir Cheney (homonymie).
La ville américaine de Cheney (en anglais [ˈtʃiːni]) est située dans le comté de Spokane, dans l’État de Washington. Lors du recensement de 2010, sa population s’élevait à 10 590 habitants.

## Personnalités liées à la ville
- Donald Curtis (1915-1997), un acteur américain

## Source
- (en) Cet article est partiellement ou en totalité issu de l’article de Wikipédia en anglais intitulé « Cheney, Washington » (voir la liste des auteurs).